# Manuel M. Diéguez
Manuel Macario Diéguez Lara (Guadalajara, 10 marzo 1874 – Tuxtla Gutiérrez, 21 aprile 1924) è stato un generale, politico e rivoluzionario messicano.
Partecipò alla rivoluzione messicana e fu ripetutamente governatore del Jalisco.

## Biografia
Manuel M. Diéguez nacque a Guadalajara nel Jalisco il 10 marzo 1874 da una famiglia molto umile. Riuscì a frequentare solo le scuole elementari, dovendo iniziare presto a lavorare, motivo per cui si trasferì a Mazatlán, dove si iscrisse al trasporto militare di Oaxaca. In questi anni imparò l'arte della guerra, che lo avrebbe accompagnato in tanti successi. Lavorò nella miniera Oversight a Cananea e, a causa delle condizioni discriminatorie in cui vivevano i minatori, guidati da Diéguez, quelli di Cananea furono nel 1906 i primi lavoratori a richiedere un salario minimo sufficiente e una giornata lavorativa di otto ore. Insieme a Esteban Baca Calderón fondò l'Unione Umanitaria Liberale per migliorare le condizioni dei lavoratori. La risposta violenta da parte dei capi costrinse Diéguez a 15 anni di reclusione, trascorsi alcuni nella prigione di Hermosillo e altri nei sotterranei di San Juan de Ulúa. Tuttavia nel 1911 grazie al trinfo della rivoluzione maderista, fu rilasciato e poté tornare a Cananea, dove fu eletto sindaco. Nel febbraio 1913 dopo il colpo di Stato del generale Victoriano Huerta (Decade tragica) abbandonò la sua carica e si unì alla ribellione con 400 uomini, 300 volontari minatori e 100 nativi americani Yaqui. Diéguez entrò, come molti altri militari emergenti, nel neonato esercito costituzionale, formato da Venustiano Carranza e, a Cananea, conobbe Álvaro Obregón. Dopo le dimissioni del governatore del Sonora, il generale José María Maytorena, integrò 100 dei suoi uomini a Hermosillo nel Corpo d'armata del nord-ovest comandato da Obregón e con lui partecipò alle battaglie di Santa Rosa, Nogales, Naco e Santa María. Nel maggio 1913 Diéguez, aiutato da Maximo Kloss, partecipò a diverse importanti battaglie della rivoluzione messicana e raggiunse il controllo dello stato di Sonora, ad eccezione della città di Guaymas. Già con il grado di generale e comandante di una brigata, partecipò alla campagna che il Corpo del nord-ovest intraprese sulla costa occidentale del paese dalla fine del 1913. Operò poi nel Sinaloa, Nayarit e Jalisco.

### Governatore del Jalisco
Quando le forze costituzionaliste entrarono a Guadalajara l'8 luglio del 1914, Venustiano Carranza nominò Diéguez governatore provvisorio dello stato, con la sede del suo governo a Etzatlán. Mantenne la carica fino al 16 novembre. Nel suo primo messaggio da governatore, Diéguez promise di attuare riforme a favore della popolazione. Iniziò un lavoro legislativo e amministrativo che mirava alla trasformazione socio-politica ed economica: emanò 143 decreti, tra i quali a favore dei lavoratori manuali, ripristinò l'autorità dei consigli comunali, concesse il riposo obbligatorio alla domenica, fissò il salario minimo e la giornata lavorativa a nove ore. Infine vietò i negozi aziendali e il pignoramento dei salari.

### Campagna contro Villa
Diéguez si distinse anche nella guerra contro il Villismo. Alla fine del 1914 prese parte alle battaglie di Beltrán e Atenquique. Prima dell'attacco villista a Guadalajara nel dicembre 1914 evacuò la piazza e si trasferì con tutte le sue forze a Ciudad Guzmán, dove stabilì la sede del suo governo. Insieme alle forze del generale Francisco Murguía attaccò Guadalajara nel gennaio 1915 ma furono sconfitti a causa della mancanza di munizioni da parte di Pancho Villa e quindi si ritirò a Colima. Recuperò la città solo ad aprile. Da lì si unì alle forze del generale Benjamín G. Hill e, nuovamente, Álvaro Obregón, per partecipare alla Campagna del Bajío e fu ferito nella battaglia di La Trinidad dalle forze dei generali Canuto Reyes e Rodolfo Fierro, dove quest'ultimo perse la vita. Per i suoi meriti alla campagna fu promosso generale di divisione. Quindi partecipò alla campagna contro il Villismo-Maytorenismo nel Sonora: al comando della 2ª Divisione nord-occidentale prese Guaymas e Nogales, sconfiggendo la ribellione di Maytorena e infliggendo un duro colpo alla División del Norte di Pancho Villa, limitando le sue attività allo stato del Chihuahua entro il 1916. Occupò di nuovo la carica di governatore del Jalisco per essere poi eletto nel 1917 ma rimase solo pochi mesi al governo per i suoi impegni al fronte. Fu nominato infatti capo delle operazioni militari in Querétaro, Guanajuato e San Luis Potosí. Quando tornò nel Jalisco continuò con le sue riforme, approvando l'apertura all'istruzione delle donne, ma proseguì anche una politica anticlericale, espropriando le proprietà della chiesa e limitando l'esibizione dei simboli religiosi.

### Ribellione di Agua Prieta
Nel 1919 Venustiano Carranza lo nominò capo delle operazioni militari nel Chihuahua e sotto la sua amministrazione fu arrestato e fucilato Felipe Ángeles, ex capo di stato maggiore della División del Norte. Subito dopo, a seguito delle sue vittorie, Carranza nominò Diéguez comandante delle forze federali nel Sonora. Il generale fu uno dei pochi che nel 1920 rimasero fedeli a Carranza e quando Álvaro Obregón, Plutarco Elías Calles e Adolfo de la Huerta si ribellarono con il Piano di Agua Prieta, cercò di deporre de la Huerta, che era in quel momento governatore del Sonora. Tuttavia i suoi uomini lo tradirono e il generale fu arrestato a Guadalajara da Isaías Castro. Con l'assassinio di Carranza e l'instaurazione del nuovo governo dominato da Obregón, Diéguez fu congedato dall'esercito e costretto al ritiro in un ranch comprato a Hostotipaquillo (Jalisco), dove lo raggiunsero molti suoi subordinati per lavorare le terre.

### Ribellione delahuertista
Tuttavia nel 1923 Diéguez si alleò con Rafael Buelna e Enrique Estrada e riprese le armi contro il governo dittatoriale di Obregón. La ribellione fu guidata da de la Huerta, diventato nemico del presidente. Diéguez operò di nuovo nel Jalisco e nel Michoacán. Tentò di conquistare Morelia ma fu sconfitto dal generale Lázaro Cárdenas del Río. Nel frattempo gli Stati Uniti d'America smisero di inviare armi e rifornimenti ai ribelli e questi furono costretti a ritirarsi in Guerrero, Oaxaca e Chiapas. Il generale Donato Bravo Izquierdo, con 5 subordinati, lo raggiunse vicino al confine con il Guatemala e gli offrì l'amnistia. Liberò il suo stato maggiore e tutti i suoi soldati, lasciando tre generali a negoziare la resa.
Arrivarono da Las Flores a Tuxtla Gutiérrez, dove presero parte a una cena di gala. Bravo Izquierdo ricevette un telegramma da Obregón che ordinava l'esecuzione di Diéguez, insieme al generale Ocampo e altri. La sentenza fu eseguita senza corte marziale e Diéguez fu fucilato nel cortile della scuola a Tuxtla (Chiapas) il 21 aprile 1924.
| Controllo di autorità | VIAF (EN) 43751996 · LCCN (EN) n2007046235 |